# Gemeindehaus Gräfrather Straße

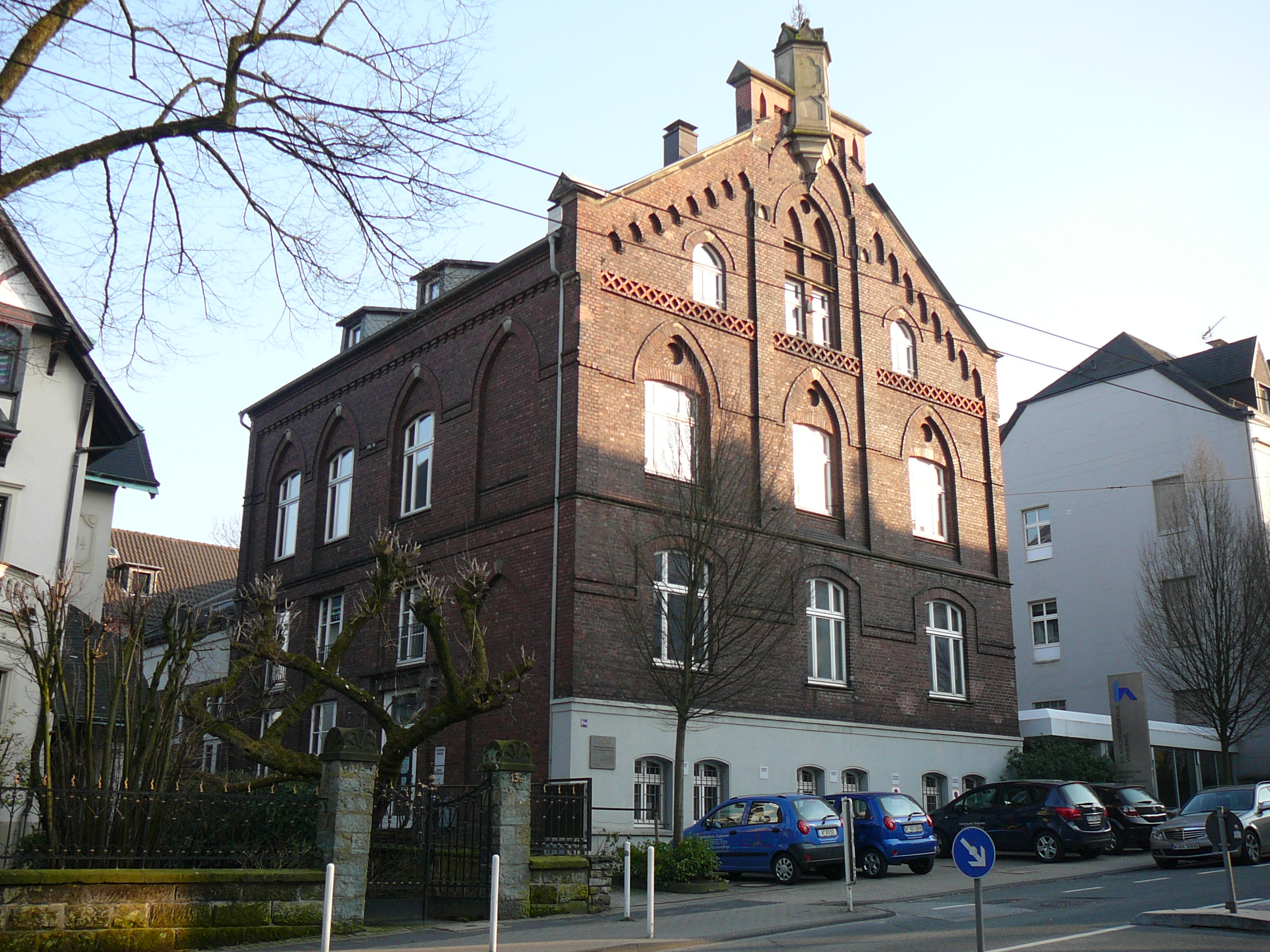
Gemeindehaus Gräfrather Straße

Das Gemeindehaus Gräfrather Straße ist ein historisches Gebäude in der bergischen Großstadt Wuppertal in Nordrhein-Westfalen.

## Lage
Es befindet sich in Vohwinkel, dem westlichsten Ortsteil und Stadtbezirk (im Wohnquartier Vohwinkel-Mitte) mit der Adresse „Gräfrather Straße 15“. Die Evangelische Kirche Vohwinkel befindet sich auf der gegenüberliegende Straßenseite.

## Beschreibung

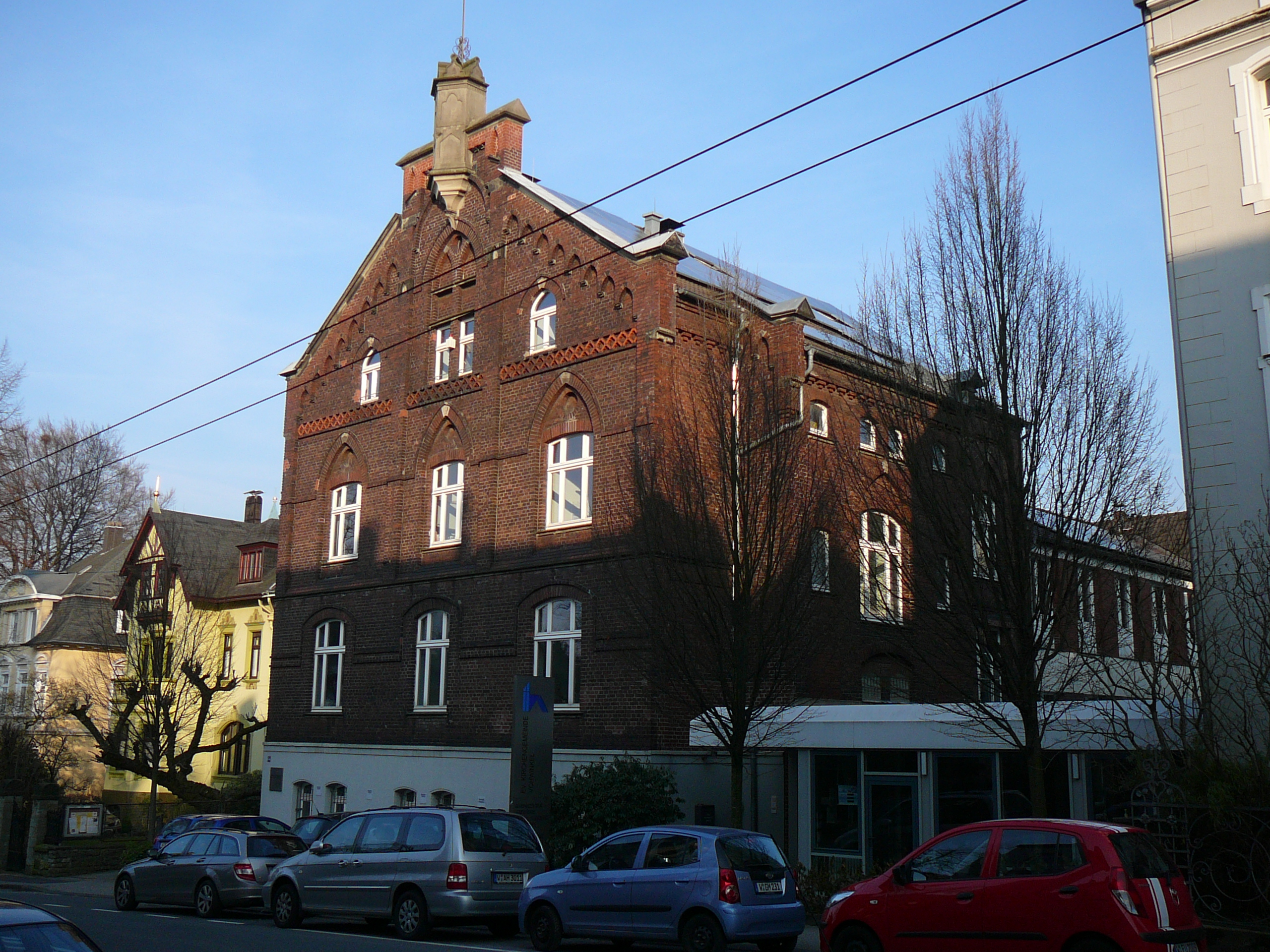
Gemeindehaus Gräfrather Straße

Der Bau des Hauses wurde 1900 begonnen und die Einweihung erfolgte am 4. August 1901. Das Gebäude besitzt zwei Vollgeschosse über einem aufgrund der Hanglage zur Straßenfront hin deutlich aufragenden Kellergeschoss sowie ein ausgebautes Dachgeschoss. Die aus roten Backsteinen bestehende Fassade ist strukturiert und besitzt etliche Zierelemente wie u. a. gliedernde Pfeiler, Brüstungsgesimse oder Spitzbogenfriese an den Giebelseiten. Die Fenster besitzen teilweise Brüstungen aus Naturstein. Im Erdgeschoss sind sie mit Segmentbögen versehen, während die zum Obergeschoss gehörenden über Spitzbögen verfügen. Das Satteldach wird zur Straßenseite hin von einem in seiner Form an einen Erker erinnernden und nicht begehbaren Firstaufsatz aus Sandstein mit Wetterfahne überragt.
Bei dem Luftangriff auf Vohwinkel am 1. Januar 1945 wurde das Gebäude getroffen und schwer beschädigt. Bis zum Februar 1949 erfolgte der Wiederaufbau.
Es befindet sich im Eigentum der „Evangelischen Kirchengemeinde Vohwinkel“ und wird, wie auch die später hinzugefügten Anbauten, heute als Gemeindezentrum genutzt.

## Denkmalschutz und Kontroverse
Das Gemeindehaus wurde am 24. September 1985 von der unteren Denkmalbehörde bei der Stadt Wuppertal als Baudenkmal ausgewiesen.
Im Dezember 2009 wurde seitens der Kirchengemeinde auf dem Dach des Gebäudes ohne vorher eingeholte Genehmigung eine Photovoltaikanlage installiert. Die Kosten hierfür betrugen ca. 60.000 Euro. Da jedoch in Wuppertal Solaranlagen auf denkmalgeschützten Gebäuden nicht genehmigungsfähig sind und auch kein Präzedenzfall geschaffen werden sollte, wurde von der Stadtverwaltung eine Demontage der Anlage von diesem Dach gefordert. Zwischenzeitlich hat die Gemeinde 1000 Unterschriften für den Erhalt gesammelt. Es ist ein Rechtsstreit bei Gericht anhängig und der Petitionsausschuss des Landtags beschäftigt sich mit der Angelegenheit. Dieser hat im Mai 2011 einen Kompromissvorschlag unterbreitet, wonach Teile der Anlage auf dem kleineren Dach eines nicht denkmalgeschützten Nebengebäudes angebracht werden könnten.
Im September 2011 wurde erklärt, dass nun die strittige Photovoltaikanlage auf dem rückwärtigen Anbau verlagert wird.